# Frank Friday Fletcher
El almirante Frank Friday Fletcher (23 de noviembre de 1855 - 28 de noviembre de 1928) fue un oficial naval estadounidense de finales del siglo XIX y comienzos del XX. Fue tío del Almirante de la Segunda Guerra Mundial Frank Jack Fletcher.
Fue el almirante que atacó al puerto de Veracruz, México el 21 de abril de 1914 durante la segunda intervención estadounidense.
- Datos: Q1003513
- Multimedia: Frank Friday Fletcher / Q1003513